# Dichochrysa picteti
Dichochrysa picteti är en insektsart som först beskrevs av Robert McLachlan 1880.
Dichochrysa picteti ingår i släktet Dichochrysa och familjen guldögonsländor. Inga underarter finns listade i Catalogue of Life.